# كفر بعل
كفربعل هي إحدى القرى اللبنانية من قرى قضاء جبيل في محافظة جبل لبنان.